# Ahron Daum

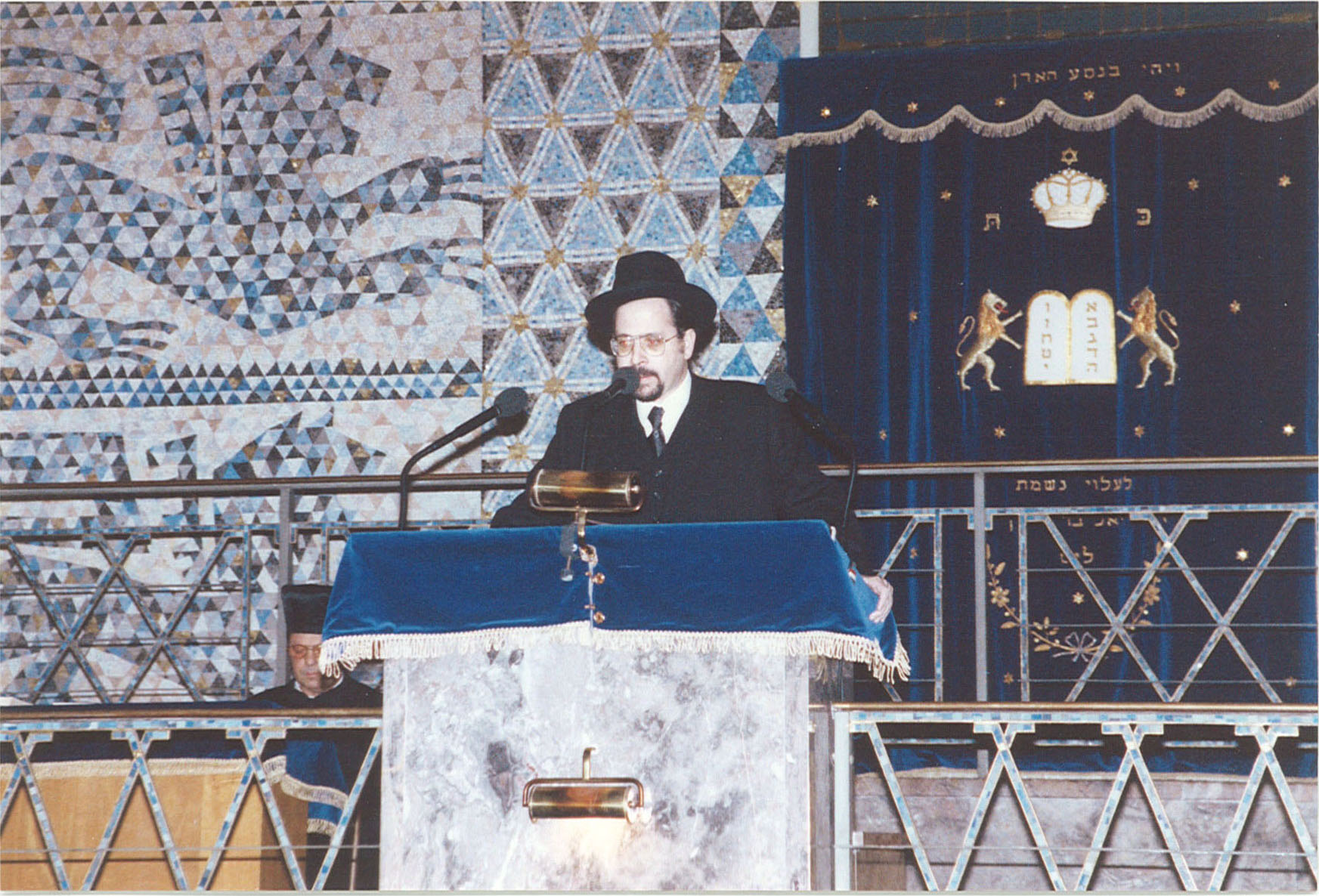
Ahron Daum 1988 in der Frankfurter Westend-Synagoge, Gedenkveranstaltung aus Anlass des fünfzigsten Jahrestages der Novemberpogrome 1938

Ahron Daum (geboren am 6. Januar 1951 in Bnei Brak, Israel; gestorben am 27. Juni 2018 in Antwerpen) war ein israelischstämmiger modern-orthodoxer Rabbiner, Lehrer, Autor und Gemeinderabbiner u. a. in Frankfurt am Main.

## Persönliches Leben und Ausbildung
Ahron Daum wurde 1951 in Bnei Brak in eine religiöse aschkenasische Familie geboren. Sein Vater Schmuel Daum war Lehrer und Schriftsteller und entstammte einer bekannten rabbinischen Familie aus Polen und Böhmen. Seine Mutter, Rivka Gina Daum, entstammte einer Kaufmannsfamilie aus Sopron. Er hat drei jüngere Brüder.
Ahron Daums religiöse Ausbildung begann im Alter von 13 Jahren in der litauisch-chassidischen „Ruzhin“-Jeschiwa in Bnei Brak. Im Alter von 14 Jahren verließ er Israel in Richtung Vereinigtes Königreich, wo er seine Studien zunächst an der Yeshiva „Ha-Rama“ fortsetzte, wechselte dann später aber an die zionistische Jeschiwa Etz Chaim in Montreux. Im Jahre 1975, nachdem er in der Schweiz sein Bakkalaureat (Abitur) bestanden hatte, ging er an das Jews’ College, Universität von London, wo er einen Bachelor-Abschluss in Jüdischen Studien erwarb (mit Auszeichnung). Von 1978 an besuchte er das Theologische Seminar von Rabbi Isaac Elchanan (RIETS '82) der Yeshiva-Universität, New York,  wo er einen Master-Abschluss in Biblischen Studien erwarb (mit Auszeichnung) und seine rabbinische Ordination erhielt. Das Angebot, seine Studien fortzusetzen, um den Titel eines Dayans zu erlangen, lehnte er ab und kehrte nach Europa zurück. Dort heiratete er Francine Frenkel, mit der er drei Töchter hat. Daum beherrschte Hebräisch, Deutsch, Englisch, Französisch, Niederländisch und Jiddisch in Wort und Schrift und verfügte über passive Kenntnisse in Aramäisch und Latein.

## Rabbinischer Werdegang
Im Jahre 1982 wurde Ahron Daum Gemeinderabbiner in Biel (Schweiz). Sein Amt verließ er im Jahre 1986, um Doktorand am Christlich-Jüdischen Institut in Luzern zu werden, welches an die Theologische Fakultät der Universität Luzern angegliedert war. Im Jahre 1987 nahm er das Amt des alleinigen Gemeinderabbiners der jüdischen Gemeinde in Frankfurt am Main  an, zu dieser Zeit mit ungefähr 6000–7000 Mitgliedern die größte jüdische Gemeinde im damaligen Westdeutschland.
Während seiner Amtszeit gab es einen großen Zustrom an russisch-jüdischen Einwanderern, die von der ehemaligen Sowjetunion nach Deutschland zuzogen. Daum engagierte sich für deren Integration in die Gemeinde. Daneben organisiert er jüdische Kulturtage zur Klezmer-Musik. Er gab den Anstoß zur Renovierung der Gemeinde-Mikve nach den strengen Vorschriften der Halacha. Zusammen mit seinem Vater, Shmuel Daum, organisierte er in der Baumweg-Synagoge regelmäßig ‘Kabbalat Shabbat’-Minyanim für die Jugend und war weiterhin während seiner Amtszeit der Av (Präsident) des Beth Dins von Frankfurt. Als dieser war er mit Giyurim beschäftigt, beantwortete Fragen bezüglich Kashrut, Dinei Torah und religiösen Scheidungen (Gittin).
1993 trat er aus familiären Gründen vom Amt des Gemeinderabbiners zurück und zog nach Antwerpen, wo bereits der größte Teil seiner Familie lebte. Dort begann er damit, Judentum im staatlichen Schulsystem und an jüdischen Tagesschulen zu unterrichten. Im Jahre 1995 nahm er eine Stelle als Dozent in Jüdischem Recht an der Fakultät für Komparative Religionswissenschaft  an der Universität Antwerpen an. In Anerkennung seiner dortigen Lehrtätigkeit und seiner schriftlichen Werke zur Halacha verlieh ihm die Fakultät eine Ehrenprofessur in Jüdischem Recht.
Seit 2001 führte er zusammen mit seiner Ehefrau eine Reihe von Projekten zur Öffentlichkeitsarbeit für Baale Teschuva, Nichtjuden, die an Jüdischen Studien interessiert sind, und angehende Geerim durch.

## Wirken und Veröffentlichungen
Ahron Daum veröffentlichte zu einer Vielzahl von Themen der Jüdischen Studien. Während seiner Zeit in der Schweiz war er freier Mitarbeiter der jüdischen deutsch-schweizerischen Wochenzeitung Jüdische Rundschau“ mit regelmäßigen Veröffentlichungen von Artikeln zur Halacha. Während seiner Amtszeit als alleiniger Gemeinderabbiner in Frankfurt am Main schrieb er regelmäßig Artikel für die „Die Jüdische Allgemeine“ und das zweimonatlich erscheinende Magazin „Die Gemeinde“. Seit 2010 schreibt er eine monatliche Kolumne für das Magazin „Joods Actueel”, die am weitesten verbreitete jüdische Publikation in Belgien. In diesen Kolumnen schreibt er über das gesamte Spektrum der Jüdischen Studien, so etwa eine Serie zur Geschichte des Judentums.
Daum veröffentlichte zwei Bücher. Sein erstes Buch „Halacha aktuell“ ist ein zweibändiges Werk, geschrieben in Deutsch, welches halachische und aktuelle Fragestellungen behandelt, so wie sie in der halachischen Literatur und insbesondere der sogenannten „Responsenliteratur“ auftauchen. Einige Artikel dieses Buches wurden in rabbinischem Hebräisch verfasst und später gesondert unter dem Titel „Iyunim b’Halacha“ veröffentlicht. Sein zweites Buch „Die Jüdischen Feiertage in Sicht der Tradition“ ist eine zweibändige Anthologie, die halachische Artikel, Predigten, literarische Hinweise, homiletische Gedanken, Folklore und witzige Geschichten zu den Jüdischen Feiertagen und dem Shabbat in sich vereint.

## Schriften
- Halacha aktuell. Jüdische Religionsgesetze und Bräuche im modernen Alltag. Erörterungen, Exegesen, Erkenntnisse und Entscheidungen auf Grund authentischer rabbinischer Quellen, 2 Bände. Haag und Herchen Verlag, Frankfurt am Main 1992, ISBN 3-89228-672-8 (hebräischer Titel: Ijjûnîm bahalākāh).
- Die Feiertage Israels. Die jüdischen Feiertage in der Sicht der Tradition, zwei Bände. Haag und Herchen Verlag, Frankfurt am Main
  - Bd. 1: 1993, ISBN 3-86137-001-8.
  - Bd. 2: 1994, ISBN 3-86137-069-7.
- Die Rolle des Rabbiners in Deutschland heute. In: Julius Carlebach (Hrsg.):  Das aschkenasische Rabbinat. Studien über Glaube und Schicksal. Metropol-Verlag, Berlin 1995, ISBN 3-926893-52-4, S. 219–224.